# 泰莱基
泰莱基，是匈牙利绍莫吉州所辖的一个村。总面积8.05平方公里，总人口212，人口密度26.3人/平方公里（2011年1月1日）。